# Sundhouse
 Sundhouse (en alsacià Sundhüse) és un municipi francès, situat a la regió del Gran Est, al departament del Baix Rin. L'any 2004 tenia 1.356 habitants.
Forma part del cantó de Sélestat, del districte de Sélestat-Erstein i de la Comunitat de comunes del Ried de Marckolsheim.

## Demografia
| 1962 | 1968  | 1975  | 1982  | 1990  | 1999  |
| ---- | ----- | ----- | ----- | ----- | ----- |
| 996  | 1.006 | 1.004 | 1.069 | 1.106 | 1.155 |

## Administració
| Període   | Identitat           | Partit |
| --------- | ------------------- | ------ |
| 1995-2008 | Michel Ritzenthaler |        |
| 2008-     | Jean-Louis Siegrist |        |

## Agermanaments
- Bainac e Casenac